# 塞尔韦拉德皮苏埃尔加
塞尔韦拉德皮苏埃尔加，是西班牙卡斯蒂利亚-莱昂帕伦西亚省的一个市镇。 总面积323平方公里，总人口2586人（2001年），人口密度8人/平方公里。